# WTA Tour Championships 1995
Il WTA Tour Championships 1995 è stato un torneo di tennis che si è giocato al Madison Square Garden di New York negli USA dal 13 al 19 novembre su campi in sintetico indoor. È stata la 25ª edizione del torneo di fine anno di singolare, la 20a del torneo di doppio.

## Campionesse

### Singolare
Steffi Graf ha battuto in finale  Anke Huber con il punteggio di 6–1, 2–6, 6–1, 4–6, 6–3.

### Doppio
Jana Novotná  /  Arantxa Sánchez Vicario hanno battuto in finale  Gigi Fernández /  Nataša Zvereva  6–2, 6–1.